# Gymnocalycium quehlianum
Gymnocalycium quehlianum là một loài thực vật có hoa trong họ Cactaceae. Loài này được (F.Haage ex Quehl) Vaupel ex Hosseus mô tả khoa học đầu tiên năm 1926.

## Hình ảnh

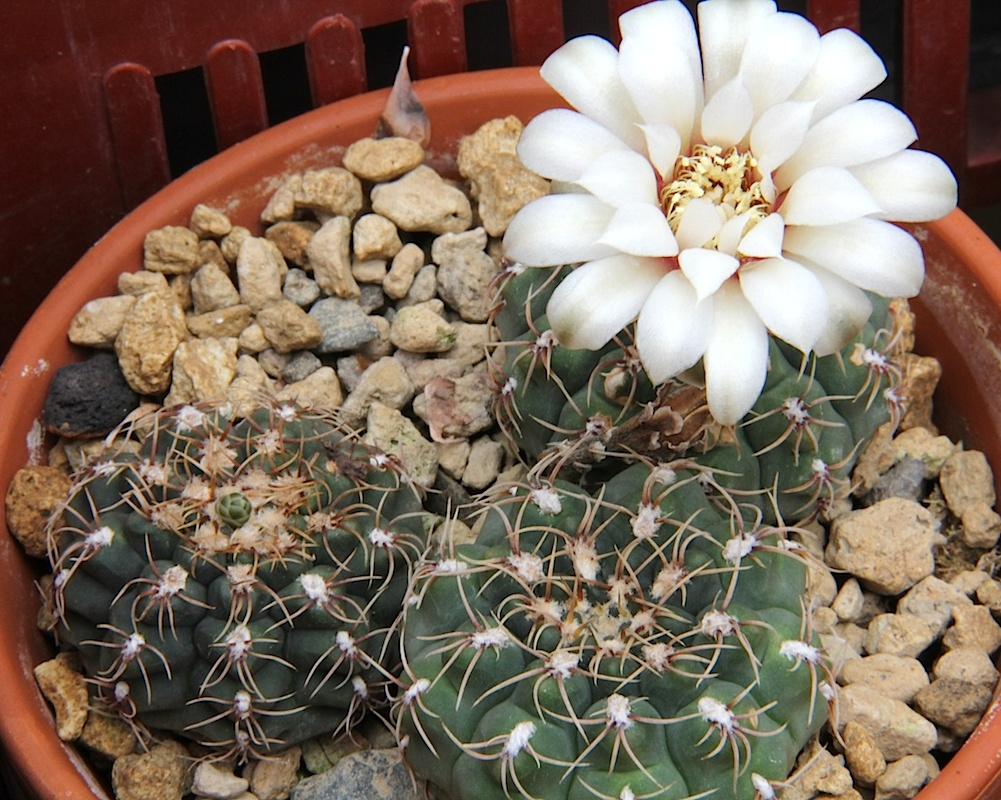
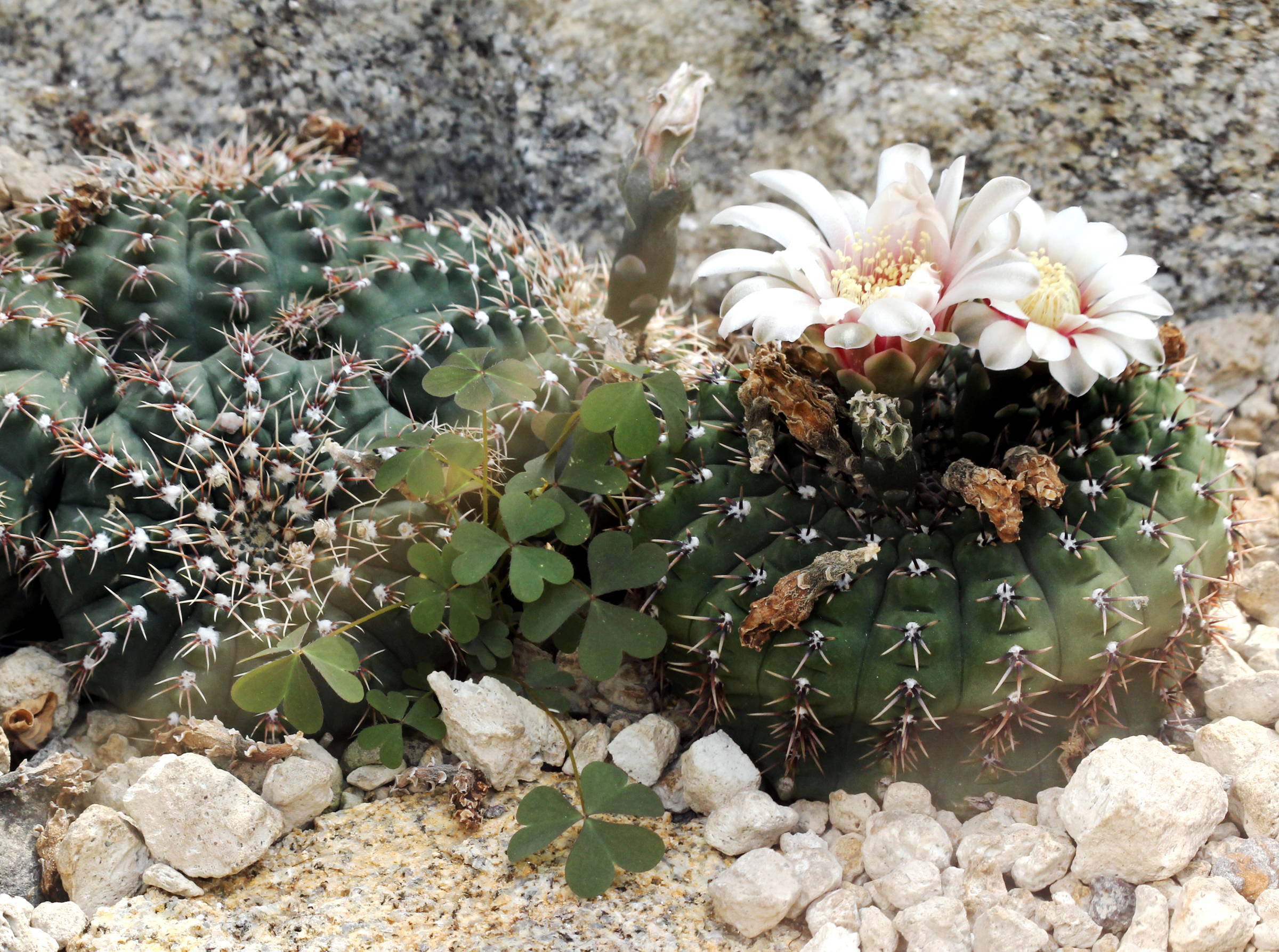
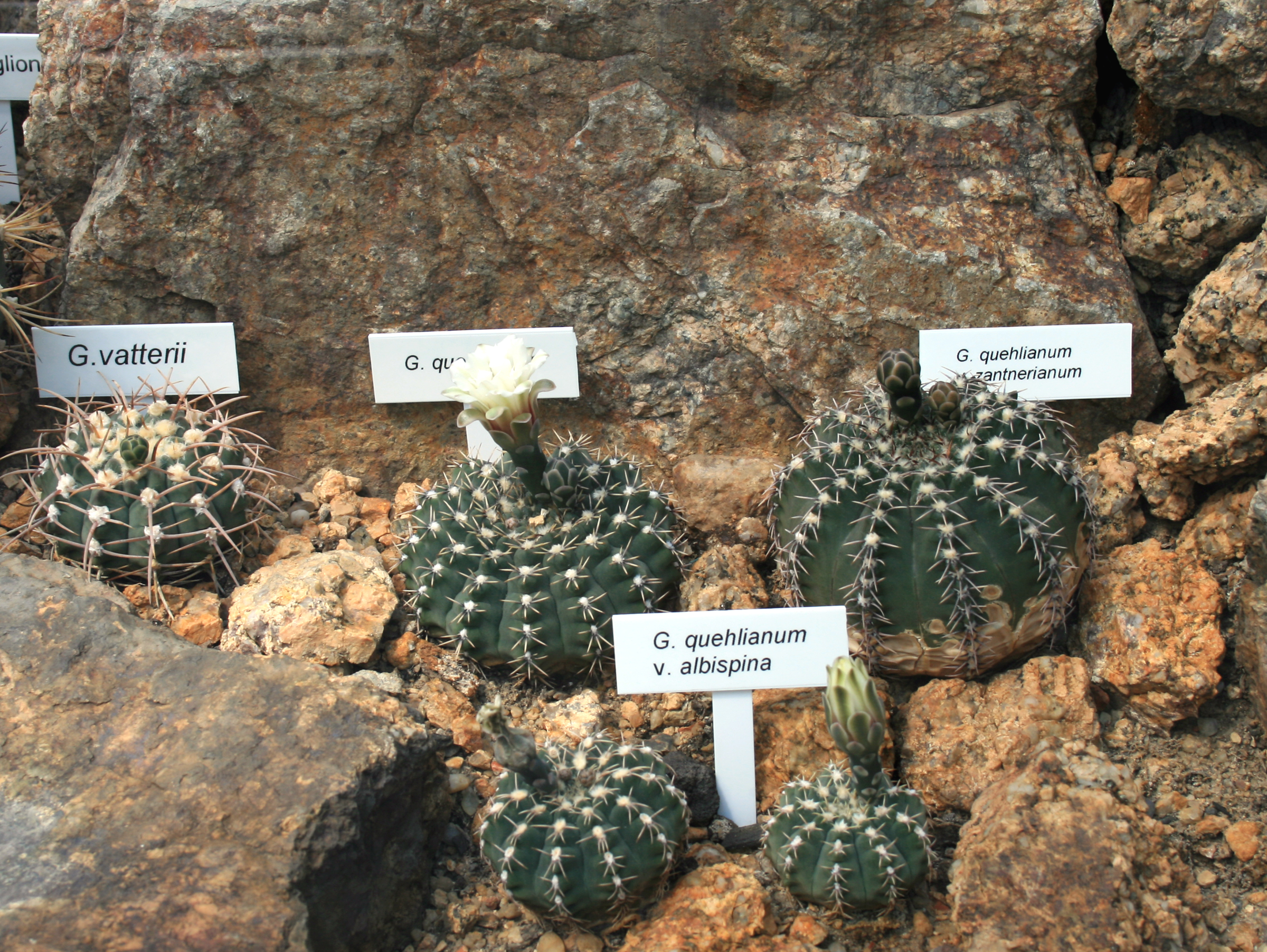
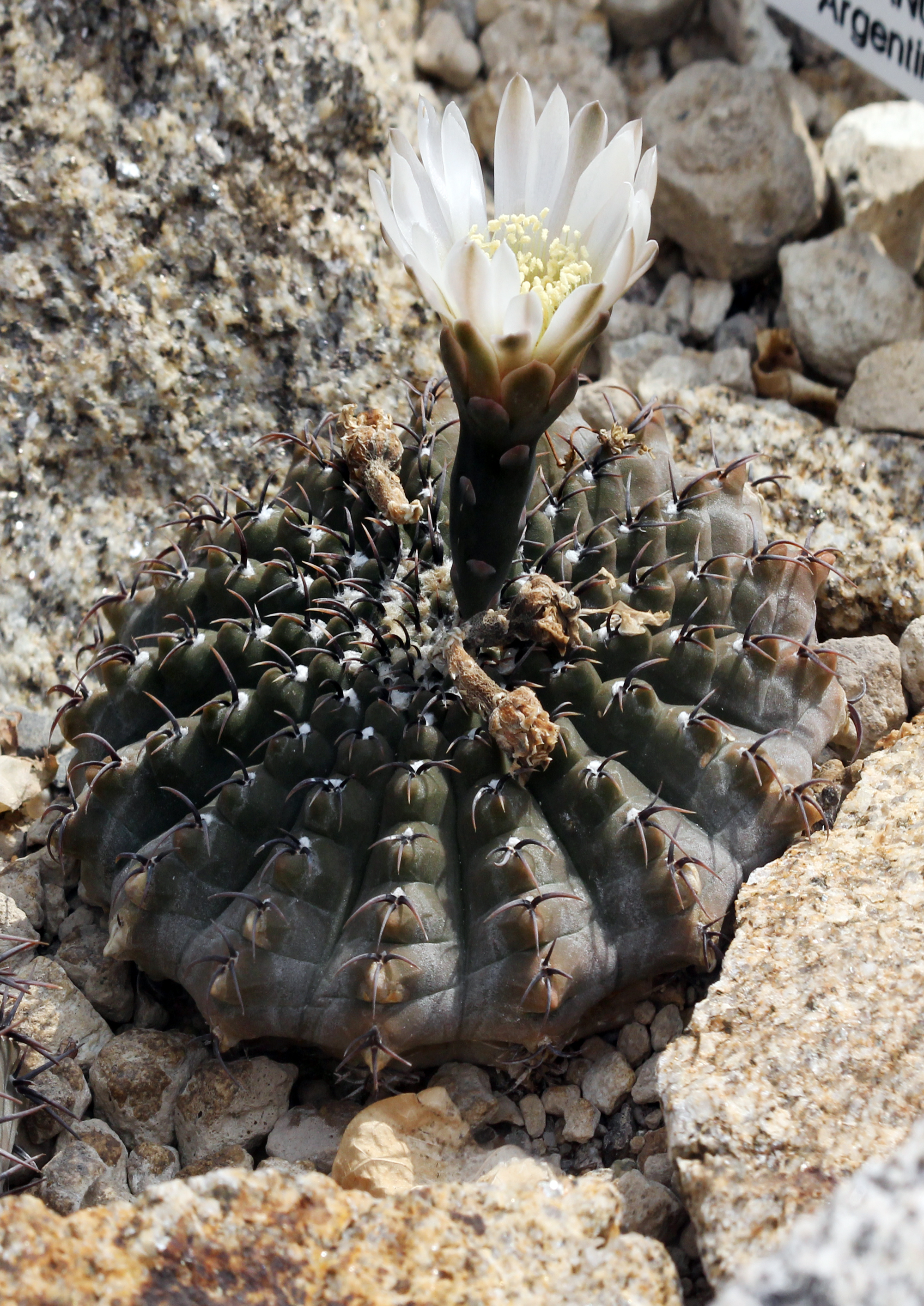
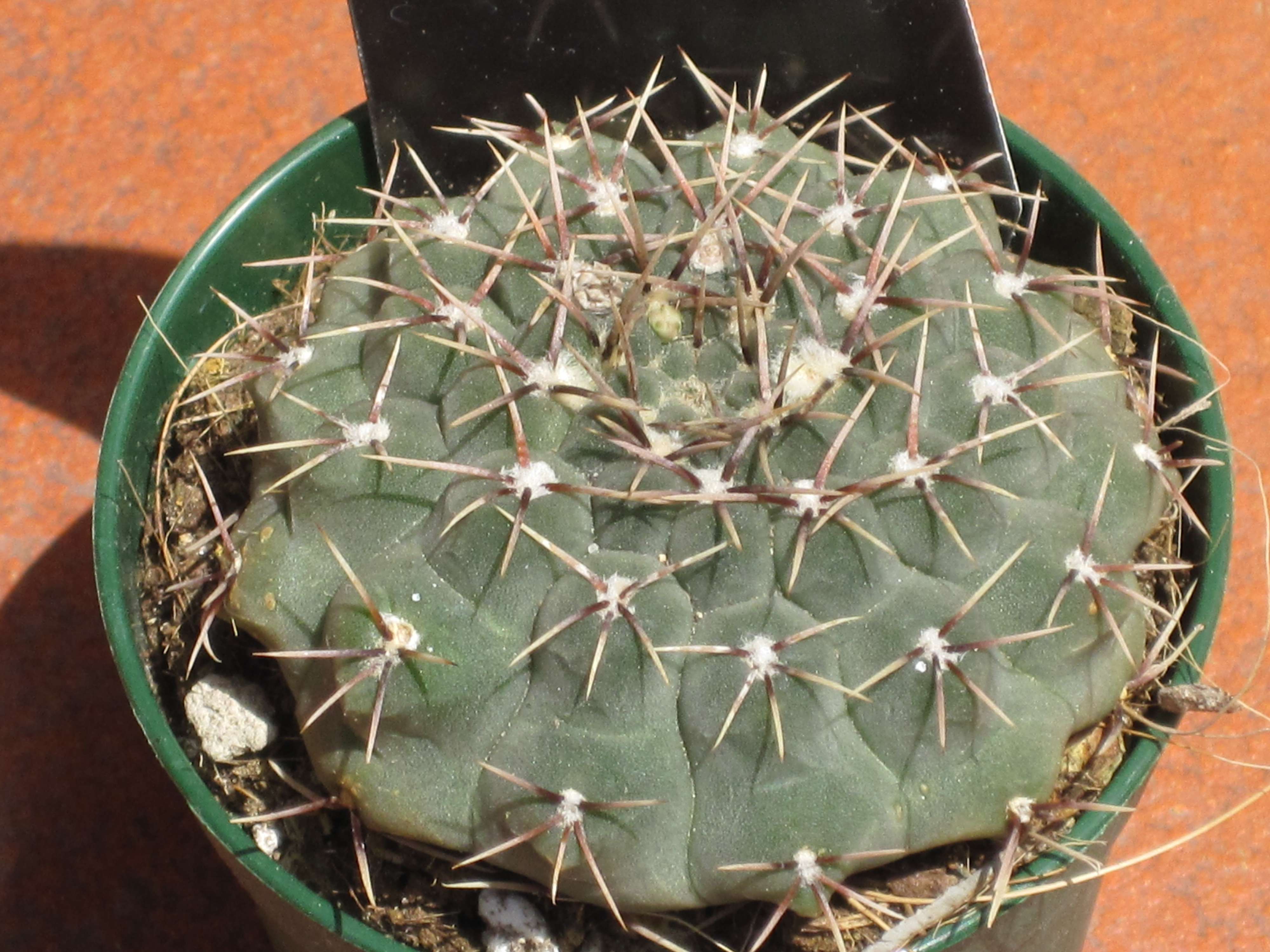